# Bons Baisers de Russie (film)
Pour les articles homonymes, voir Bons Baisers de Russie et Bons baisers de....
Série
James Bond 007 contre Dr No
(1962) Goldfinger
(1964)
Pour plus de détails, voir Fiche technique et Distribution.
Bons Baisers de Russie (From Russia with Love) est un film d'espionnage britannique réalisé par Terence Young et sorti en 1963. C'est le 2e long métrage autour du personnage James Bond créé par Ian Fleming.
En pleine guerre froide, le dernier joyau technologique soviétique, le Lektor, est convoité par le SPECTRE, la redoutable organisation criminelle dont faisait partie le Dr Julius No et par les services secrets britanniques qui chargent Bond de le récupérer. Mais cette affaire cache en réalité une redoutable mise en scène du SPECTRE pour piéger 007 en misant sur son point faible, les femmes.

## Synopsis
En pleine nuit, dans les jardins d'un château, James Bond est traqué par un homme. Visiblement effrayé, Bond est à terme neutralisé et tué par Red Grant, un assassin professionnel. Les projecteurs du château s’allument, un masque est retiré du visage du cadavre par Morzeny, un responsable du SPECTRE. Il ne s’agissait que d’un entrainement avant le vrai combat contre l’agent 007.
À Venise, en Italie, Tov Kronsteen, champion du monde des échecs, dispute une partie avec un adversaire canadien, MacAdams. Kronsteen remporte la partie et rejoint Rosa Klebb (la n°3 de l’organisation) à une conférence du SPECTRE donnée sur un yacht. Le n°1, chef de cette organisation (non nommé en dehors du générique de fin avant le film On ne vit que deux fois) cherche un moyen pour éliminer l'agent secret britannique James Bond (qui a éliminé le docteur No dans le film précédent) de façon humiliante et indigne. Kronsteen, le n°5 du SPECTRE, qui est en réalité le stratège de l'organisation, organise alors un plan des plus machiavéliques pour le tuer et assure qu'il n'y aura aucun échec. Pour les besoins de l'opération, Klebb fait appel aux compétences de Grant et engage la jeune agent Tatiana Romanova.
Le MI6 reçoit par la suite un message d'une secrétaire russe du consulat soviétique à Istanbul, en Turquie, Tatiana Romanova, leur proposant de leur apporter une machine de déchiffrement top secret appelée Lektor, à condition qu'on l'aide à fuir à l'Ouest et que ce soit James Bond qui en soit chargé. En réalité, Tatiana a été engagée sans le savoir par Klebb afin d'éliminer James Bond. Romanova ignore complètement que Klebb et elle-même travaillent pour le SPECTRE : elle croit que cette dernière travaille pour le SMERSH.

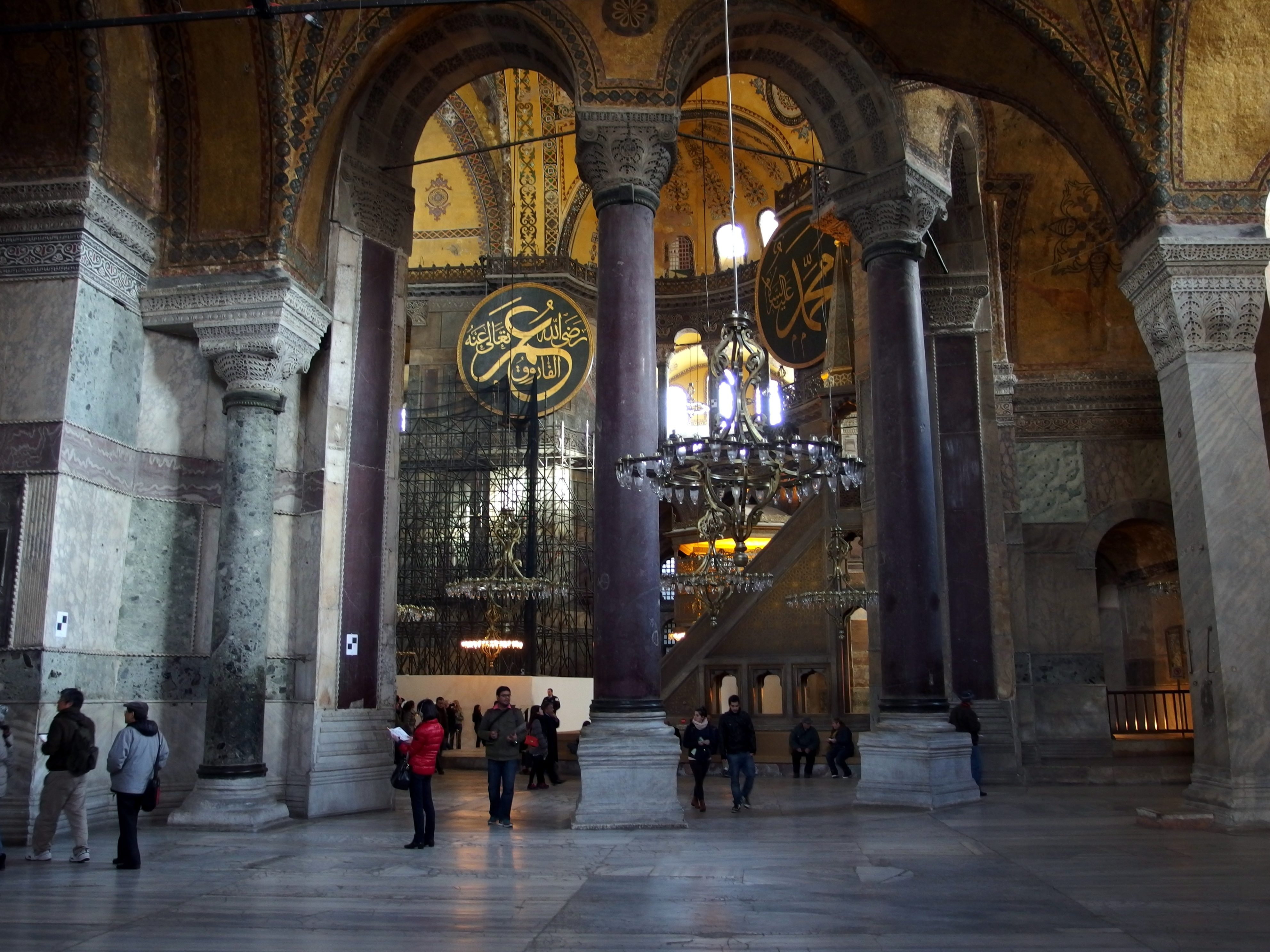
La mosquée Sainte-Sophie visitée par Bond et Tatiana.

Avant de partir, Bond reçoit une mallette spéciale de la part de Q, contenant plusieurs gadgets défensifs et un fusil de précision ArmaLite AR-7, pour l'aider dans sa mission. À son arrivée à Istanbul, Bond travaille aux côtés du chef de la branche du MI6 dans la ville, Ali Kerim Bey, en attendant un signe de Romanova. Mais l'agent découvre que la ville est un nid d'espions et que les services secrets soviétiques le surveillent depuis son arrivée. Pourtant ces derniers rompent la trêve avec les Britanniques après la mort d'un de leurs agents (qui a été tué par Grant) et font appel à Krilencu. Kerim est attaqué par Krilencu, ignorant que Grant surveille Bond pour le protéger, jusqu'à ce qu'il vole le Lektor. Après une attaque alors qu'ils se cachent dans un campement gitan, Kerim assassine Krilencu avec l'aide de Bond.
Finalement, Romanova rencontre Bond dans sa suite d'hôtel, où elle accepte de fournir des plans au consulat pour qu'il l'aide à voler le Lektor. Le couple passe la nuit ensemble, inconscient que SPECTRE les filme dans le cadre du plan de Kronsteen. Après avoir réussi à vérifier l'authenticité des informations de Romanova et reçu les plans d'étage du consulat de Romanova, Bond et Kerim élaborent un plan pour voler le Lektor. Tous trois s'infiltrent dans le consulat, réussissent à s'emparer du Lektor et se dépêchent de s'échapper de la ville à bord de l'Orient-Express. Une fois à bord, Kerim découvre qu'un agent soviétique les a suivis.
Ils ne se doutent pas qu'ils sont également suivis par Red Grant chargé de les éliminer tous les trois et de récupérer le Lektor. Grant tue d'abord Kerim Bey ainsi que l'agent russe que Kerim avait remarqué. Ce meurtre fait ainsi croire que les deux hommes se sont entretués (ils ont été tués dans le même compartiment). Bond doit changer de plan d'exfiltration et fait parvenir un message au MI6 lors de l'escale de Belgrade, mais ignore que Grant le surveille de près et a tout suivi. Par la suite, à l'escale de Zagreb, Grant descend du train et se présente à Bond sous une fausse identité, lui disant être le contact du MI6 qui doit l'aider à passer la frontière yougoslave.
Lors d'un dîner dans l'Orient-Express, Grant commence par droguer Tatiana en versant un somnifère dans son vin. Puis, après que les deux hommes ont ramené la Soviétique à sa cabine, il assomme Bond avant de lui prendre son Walther PPK. Lorsque celui-ci se réveille, Grant lui déclare qu'il travaille pour le SPECTRE, qu'il l'exécutera puis rapportera le Lektor à son organisation. Bond lui propose 50 souverains d'or, cachés dans sa valise, contre une cigarette. Grant décide de regarder s'il y a la même chose dans la valise du contact du MI6 qu'il a assassiné, mais la valise est piégée, et du gaz lacrymogène en sort au moment où le tueur à gages tente de l'ouvrir. Bond en profite pour se jeter sur lui et, après un rude corps à corps, parvient à l’étrangler avec le fil de la montre de Grant.
Au petit matin, le train s'arrête en pleine campagne. Bond et Tatiana, toujours à moitié endormie, en sortent et l'agent secret parvient à s'emparer du camion devant récupérer Grant après son forfait, non sans neutraliser son conducteur. Le SPECTRE tente alors par tous les moyens de l'arrêter, d'abord en essayant d'intercepter le camion via un hélicoptère, puis en l'attaquant en pleine mer alors qu'il tente de rejoindre Venise en canot à moteur. Tout se termine cependant à l'avantage de Bond, qui cause la mort de la plupart de ses assaillants, dont Morzeny. Pendant ce temps, le SPECTRE apprend la mort de Grant et l'échec de l'opération et le n°1, fait exécuter Kronsteen pour son échec; Rosa Klebb, épargnée, doit récupérer le Lektor et tuer Bond.
À l'hôtel de Venise, où Bond et Tatiana peuvent enfin se relaxer, ils sont cette fois attaqués par Rosa Klebb en personne, déguisée en femme de chambre et décidée de prendre les choses en main. Chacune de ses chaussures contient une lame à cran d'arrêt recouverte de poison. Elle tente de piquer Bond, mais celui-ci bloque son attaque avec une chaise. Tatiana profite de la bataille pour s'emparer du revolver de Klebb, tombé pendant le combat. Elle le pointe en direction de Klebb qu'elle abat d'un coup de pistolet avant que celle-ci ne parvienne à ses fins.
En compagnie de Tatiana sur le grand canal de Venise, Bond se débarrasse des films les compromettant, lui et Tatiana.

## Fiche technique
- Titre : Bons Baisers de Russie
- Titre original : From Russia with Love
- Réalisation : Terence Young
- Scénario : Richard Maibaum, d'après le roman éponyme de Ian Fleming adapté par Johanna Harwood
- Musique : John Barry, d'après le thème de Monty Norman (crédité au générique de fin)
- Chanson titre : écrite par Lionel Bart et interprétée par Matt Monro
- Direction artistique : Syd Cain (en)
- Décors : Syd Cain (en)
- Costumes : Jocelyn Rickards, Eileen Sullivan et Ernie Farrer
- Maquillage : Basil Newall et Paul Rabiger
- Coiffures : Eileen Warwick
- Photographie : Ted Moore
- Directeur des effets spéciaux : John Stears
- Ingénieurs du son : John W. Mitchell et C. le Messurier
- Montage : Peter Hunt
- Montage sonore : Norman Wanstall et Harry Miller
- Création du générique : Robert Brownjohn et Trevor Bond
- Production : Harry Saltzman et Albert R. Broccoli
- Sociétés de production : EON Productions et Danjaq
- Société de distribution : United Artists
- Budget : 2 500 000 $
- Pays de production :  Royaume-Uni
- Langues originales : anglais, russe, turc et romani
- Format : couleurs (Technicolor) - 1,66:1 pour l'Europe et 1,85:1 pour les États-Unis - Mono (Westrex Recording System) - 35 mm
- Genre : espionnage, action
- Durée : 115 minutes
- Dates de sortie[1] : 
  - Royaume-Uni : 10 octobre 1963 (première mondiale à Londres), 11 octobre 1963 (sortie nationale)
  - États-Unis : 27 mai 1964
  - France : 30 juillet 1964
- Affiches : Macario Gómez Quibus (Espagne), Boris Grinsson (France)

## Distribution
| Sources et légendes : Version française (VF) sur AlloDoublage - Sean Connery (VF : Jean-Pierre Duclos) : James Bond 007 - Daniela Bianchi (VO : Barbara Jefford / VF : Nathalie Nerval) : Tatiana « Tania » Romanova - Pedro Armendáriz (VF : André Valmy) : Ali Kerim Bey - Lotte Lenya (VF : Lita Recio) : Colonel Rosa Klebb (No 3 du SPECTRE) - Robert Shaw (VF : Roger Rudel) : Donald « Red » Grant - Bernard Lee (VF : Serge Nadaud) : « M » - Eunice Gayson (VO : Nikki van der Zyl / VF : Nicole Favart) : Sylvia Trench - Walter Gotell (VF : Henry Djanik) : Morzeny, un agent de Blofeld - Francis De Wolff : Vavra, le chef des bohémiens - George Pastell (VF : Robert Bazil) : le contrôleur du train - Nadja Regin (VF : Danièle Ajoret) : la maîtresse de Kerim - Lois Maxwell (VF : Paule Emanuele) : Miss Moneypenny - Aliza Gur : Vida, une gitane - Martine Beswick : Zora, une gitane - Vladek Sheybal (VF : Howard Vernon) : Tov Kronsteen (No 5 du SPECTRE) - Anthony Dawson (VO : Eric Pohlmann / VF : Pierre Collet) : Ernst Stavro Blofeld (No 1 du SPECTRE) (caméo) (crédité comme « ? ») - Lisa Guiraut : la danseuse du ventre - Hasan Ceylan : le mystérieux agent bulgare | - Fred Haggerty : Krilencu - Neville Jason (VF : Jean Fontaine) : le chauffeur et fils de Kerim Bey - Nusret Ataer (VF : Jean Fontaine) : Mehmet, l'un des fils de Kerim Bey à Belgrade - Peter Bayliss : Commissaire Benz - Peter Brayham : Rhoda, l'assistant de Morzeny - Desmond Llewelyn (VF : Jean Ozenne) : « Q » - Jan Williams : la masseuse de Grant - Peter Madden (VF : Maurice Pierrat) : MacAdams, l’adversaire de Kronsteen aux échecs - Bubon Brus : Irina, une collègue de Tatiana (non créditée) - Ulker Sozlo : Natasha, une collègue de Tatiana (non créditée) - Andre Charisse (VF : William Sabatier) : le concierge de l’hôtel à Istanbul (non crédité) - Hugo De Vernier (VF : Georges Atlas) : le portier de l’hôtel à Istanbul (non crédité) - Arlette Dobson (VO : Nikki van der Zyl / VF : Anna Fournet) : la réceptionniste de l’hôtel à Istanbul (non créditée) - Bill Hill : Capitaine Nash, l'agent britannique à Zagreb (non crédité) - John Ketteringham : le faux James Bond (pré-générique) (non crédité) - Bob Simmons : James Bond pendant la séquence du Gunbarrel (caméo) (non crédité) |

## Lieux de l'action
- Italie, Venise
- Turquie, Istanbul
- Angleterre, Londres
- Yougoslavie, Belgrade, Zagreb

## Production
Sauf mention contraire ou complémentaire, cette section est issue du commentaire audio de l'équipe du film. 

### Genèse du projet et écriture
À la suite du succès, assez surprenant, de James Bond 007 contre Dr. No (1962), United Artists souhaite produire rapidement un second film. La société offre alors un budget de 2 millions de dollars à EON Productions, soit le double du premier film, ainsi qu'un salaire très élevé pour Sean Connery. Le roman Bons Baisers de Russie, paru en 1957, est choisi par les producteurs après que le président américain de l'époque John Fitzgerald Kennedy l'a classé parmi ses 10 livres préférés dans une interview au magazine Life[réf. à confirmer] en 1961.
Le roman de Ian Fleming était un pur thriller Guerre froide, mais les cinéastes ont remplacé l'agence soviétique SMERSH par le syndicat du crime SPECTRE afin d'éviter des connotations politiques controversées[réf. à confirmer]. Comme pour James Bond 007 contre Dr No, Johanna Harwood fut la première scénariste à terminer un script pour le film. Harwood a déclaré dans une interview pour Cinema Retro qu'elle avait été scénariste de plusieurs projets d'Harry Saltzman, et que son scénario pour Bons Baisers de Russie suivait de près le roman de Fleming, mais qu'elle avait quitté la saga en raison de ce qu'elle a qualifié de réécritures non collaboratives de son scénario par Terence Young, avec des idées qui n'amélioraient pas ce qu'elle avait déjà écrit.
Le romancier Len Deighton a été embauché par Harry Saltzman qui était également intéressé par adapter son roman Ipcress, danger immédiat en film. Deighton a accompagné Saltzman, Syd Cain et Terence Young à Istanbul, mais fut remplacé par Richard Maibaum, qui revient alors pour le deuxième film de la saga. Maibaum a ajouté deux scènes de poursuite, avec un hélicoptère et des hors-bords, et a changé le lieu de la confrontation entre Bond et Klebb, de Paris à Venise,. Le terrain d'entraînement de SPECTRE a été inspirés par le film Spartacus. Maibaum a continué à faire des réécritures au fur et à mesure du tournage, tout comme Berkely Mather qui a effectué des contributions non créditées. Red Grant se voit ajouter plus de présence dans les scènes à Istanbul, sauvant la vie de Bond là-bas (un changement tardif pendant le tournage impliquait que Grant tue l'espion à lunettes à Sainte-Sophie au lieu de Bond, qui finit par trouver l'homme mort)[réf. à confirmer],.

### Attribution des rôles
Anthony Dawson, qui jouait le professeur Dent dans James Bond 007 contre Dr. No (1962), incarne ici le « corps » de Blofeld. Il est crédité au générique par un point d'interrogation. C'est l'Autrichien Eric Pohlmann qui prête cependant la voix originale du personnage. Le visage du personnage ne sera jamais montré de tout le film, faisant donc de Blofeld une Arlésienne. Ce concept sera d'ailleurs réutilisé dans Opération Tonnerre (1965).
Walter Gotell, qui interprète Morzeny dans le film, est par la suite le général Gogol dans six autres films de Bond. L'acteur Vladek Sheybal a également joué dans la parodie Casino Royale (1967).
Desmond Llewelyn apparait pour la première apparition de  dans le rôle du responsable de l'équipement. Le personnage, déjà vu brièvement dans James Bond 007 contre Dr No (1962) sous les traits de l'acteur Peter Burton, n'est appelé « Q » qu'à partir de Goldfinger (1964). Fourni par Q, l'attaché-case est le premier gadget utilisé dans un film de James Bond. Il fait de la section Q un élément crucial de la série.
L'une des gitanes qui s'affrontent, Zora, est incarnée par l'actrice Martine Beswick qui avait déjà fait une apparition dans le film James Bond 007 contre Dr No (1962) en tant que fille dansant dans le générique d'ouverture. Beswick reviendra plus tard pour interpréter la Bond Girl Paula Caplan dans Opération Tonnerre (1965).
Ursula Andress devait revenir pour incarner brièvement son personnage d'Honey Ryder rencontré dans le premier film. Finalement, c'est l'actrice Eunice Gayson (Sylvia Trench) qui revient pour incarner son personnage qui a également été vu dans le film précédent. L'idée originale était de faire apparaître ce personnage également dans les 6 films suivants mais lorsque Goldfinger (1964) fut lancé, le réalisateur Guy Hamilton ne fit pas appel à l'actrice pour reprendre son rôle. Ainsi, Sylvia Trench n'apparaitra plus à l'écran dans les épisodes suivants mais demeurera malgré tout la seule Bond Girl, avec l'actrice Maud Adams à apparaître dans deux films jusqu'à ce que Léa Seydoux ne le fasse dans les films Spectre (2015) et Mourir peut attendre (2020).

### Tournage
La production de Bons Baisers de Russie débuta aux studios Pinewood le 1er avril 1963. Les acteurs et l'équipe technique se rendirent en Turquie trois semaines plus tard. À Istanbul, les créateurs du film utilisèrent des décors locaux comme la Mosquée Bleue, le Grand Bazar, le Bosphore, le palais de Topkapi et la basilique Sainte-Sophie. Les acteurs et l'équipe technique retournèrent en Grande-Bretagne au mois de mai, où le tournage s'acheva le 23 août.
Bons Baisers de Russie marque la première véritable scène de pré-générique de la saga. Elle a été filmée durant les 16 et 17 avril, dans le jardin Renaissance des studios Pinewood, et quelques plans ont été refaits en mi-juin. Les producteurs ont eu l'idée de tuer James Bond avant le générique, et Terence Young trouva l'idée excellente. Il a transposé la séquence dans le jardin et il a tourné de nuit, pour qu'elle rappelle le film L'Année dernière à Marienbad (1961). Walter Gotell joue le rôle de l'agent Morzeny, il revient dans 6 autres James Bond dans le rôle du général Gogol. Le lendemain, au montage, l'équipe a vu que l'acteur qui jouait le faux Bond ressemblait un peu à Sean Connery, le plan a dû être tourné à nouveau le soir même. C'est une scène distinctive dans les films de James Bond. En effet l'idée de la mort de James Bond en pré-générique revient dans Opération Tonnerre (1965) avec le cercueil aux initiales JB. Il s'agissait en fait des fausses funérailles du colonel Jacques Bouvard. Dans On ne vit que deux fois (1967), Bond est tué au lit à Hong Kong avant qu'on comprenne que sa mort a été montée. Mais dans Les diamants sont éternels (1971), c'est l'inverse : Bond tue l'ennemi au début mais il s'agit d'un double créé par la chirurgie esthétique. Dans L'Homme au pistolet d'or (1974), on voit aussi un faux 007, sous la forme d'un mannequin. Dans Skyfall (2012), Bond se fait tirer dessus et est présumé mort. Il survit cependant.
Pendant le tournage, les médecins diagnostiquèrent un cancer à l'acteur mexicain Pedro Armendáriz (qui joue le rôle d'Ali Kerim Bey, l'agent du MI6 en poste à Istanbul). Malgré une santé de plus en plus précaire, et au prix d'un aménagement du calendrier de travail, il alla au bout du tournage mais se donna la mort dans sa chambre d'hôpital de Los Angeles quelques semaines seulement avant la sortie du film. Son fils Pedro Armendáriz « Jr. » apparaît dans Permis de tuer (1989).
La scène de la partie de jeu d'échecs a été tournée dans les studios Pinewood, pendant la première semaine de tournage.
Bien que ses intérieurs aient été recréés pour le tournage à Pinewood, le Venice Simplon Orient-Express était alors en service, et l'est toujours, malgré une brève interruption dans les années soixante-dix. Le train de luxe le plus célèbre du monde fut inauguré le 4 octobre 1883 ; il allait de Paris à Giurgiu, en Roumanie, avant que son itinéraire ne soit prolongé jusqu'à Istanbul en 1921.
Alors qu'elle ne dure que deux minutes à l'écran, la lutte brutale entre James Bond et Donald « Red » Grant à bord de l'Orient-Express demanda trois semaines de tournage. Chorégraphiée à la seconde près par Terence Young et le coordinateur des cascades, Peter Perkins, la lutte fut filmée par petits bouts, avec trois caméras. À une seule exception près, les acteurs jouent eux-mêmes dans toute la scène. De plus, Peter Hunt, le monteur, a eu l'idée de multiplier les plans et les inserts tout en ajoutant une ambiance de mystère en réduisant la lumière et en augmentant le bruit des roues du train par la vitre cassée. Il a fait tout cela dans le seul but de provoquer un sentiment de stress au spectateur. Cette mémorable scène d'action reste l'un des combats au corps à corps les plus contestés de toute l'histoire du cinéma au vu de son réalisme incomparable. Sa notoriété a inspiré d'autres célèbres batailles de la saga tels celle de Bond et Requin dans L'espion qui m'aimait (1977) et, plus récemment encore, celle de Bond, Madeleine Swann et Mr. Hinx dans SPECTRE (2015).
La course-poursuite en canot à moteur a été tournée sur la côte de Pendik[Lequel ?] en Turquie. L'équipe du film dut faire face à bien des contretemps :
- Les moteurs des canots calaient sans arrêt car les assistants avaient déversé du kérosène dans les réservoirs d'essence tandis que l'actrice Daniela Bianchi (Tatiana) souffrait du mal de mer. En moyenne, l'équipe obtenait trente secondes d'images utilisables sur une journée de treize heures.
- Ces difficultés obligèrent le réalisateur Terence Young à quitter Pendik. La fin de la course-poursuite fut donc tournée quelques semaines plus tard sur les côtes écossaises. Là, les cascades en bateau furent coordonnées par Peter Twiss, un ancien pilote de la Royal Air Force, qui fut le premier britannique à dépasser le mur du son.

Bien que la longue et jubilatoire poursuite de Bons Baisers de Russie se déroule en Yougoslavie et dans le golfe de Venise, les deux séquences ont été tournées en Écosse. Les scènes de course poursuite contre la mort avec l'hélicoptère du SPECTRE ont été filmées dans les collines de Kilmichall et la scène des hors-bords a été tournée au large de la côte de Crinan.
Pour la rencontre entre Bond et Tatiana devant les caméras cachées du SPECTRE, Bianchi était vêtue de collants couleur chair et Bond d'une serviette de bain. Par considération pour son actrice, Young demanda à toute l'équipe de quitter le plateau, ne gardant avec lui que le personnel essentiel.
La séquence des égouts dans lesquels Bond, Tatiana et Bey sont pourchassés par des centaines de rats, représentait un défi pour l'équipe du film. En effet, la loi britannique leur interdisant d'utiliser des rats sauvages dans le film, ils se servirent de rongeurs blancs apprivoisés et recouverts de cacao, mais leur idée échoua car les rongeurs léchaient ce dernier. Young et une partie de l'équipe se rendirent à Madrid en Espagne où ils purent tourner cette scène avec deux cents rats rassemblés par un chasseur de rongeurs local.
Lieux de tournage
- Royaume-Uni
  -  Écosse (scènes de l'hélicoptère et des canots)
  -  Angleterre
    - Pinewood Studios près de Londres
    - Hurley dans le comté de Berkshire
- Espagne, Madrid (scène avec les rats)
- Turquie, Istanbul en particulier à Hagia Sophia
- Italie, Venise en particulier au Pont des Soupirs

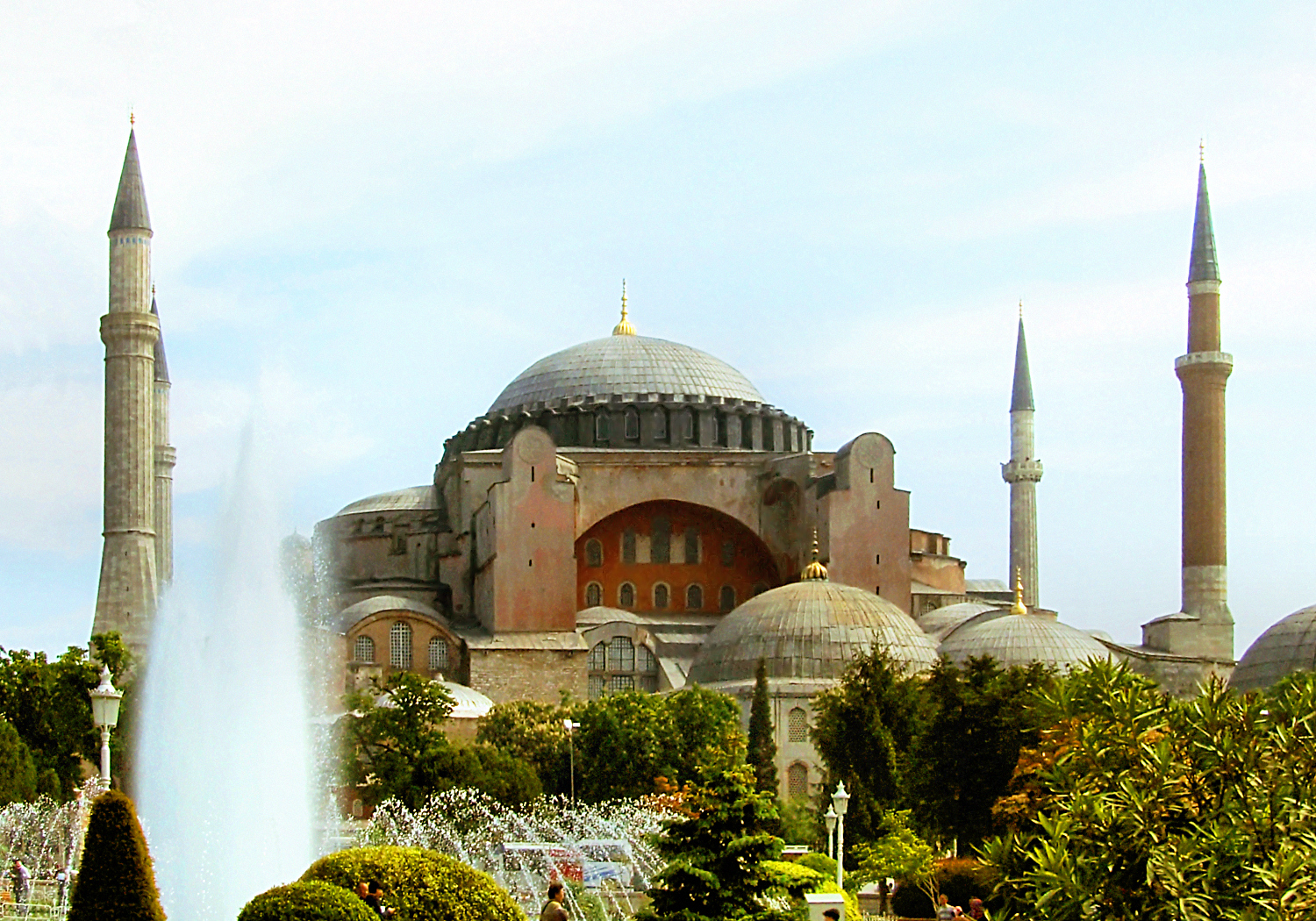
Basilique Sainte-Sophie à Istanbul.
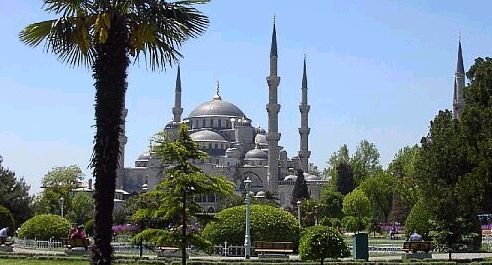
Mosquée Bleue à Istanbul.
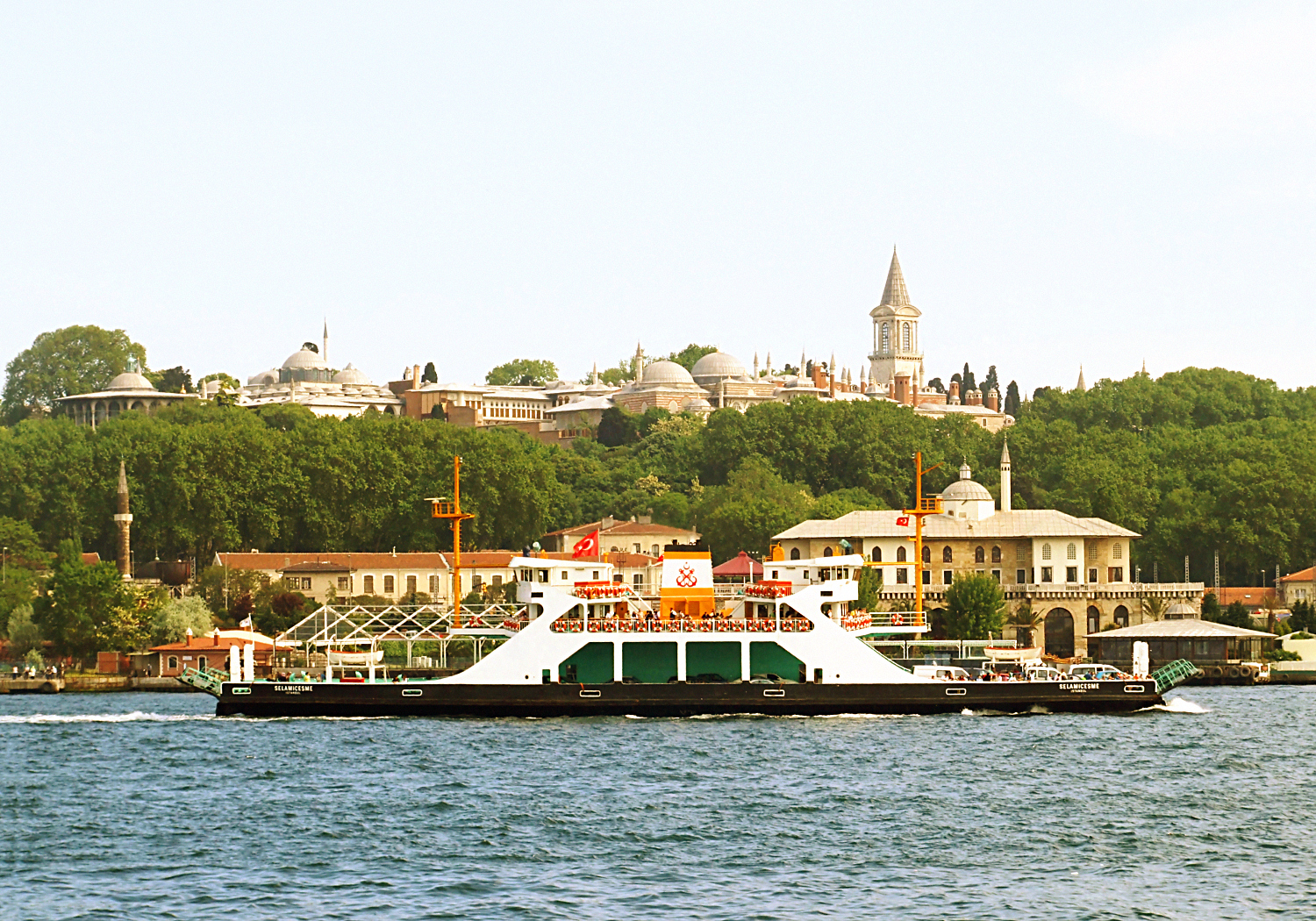
Palais de Topkapi à Istanbul.
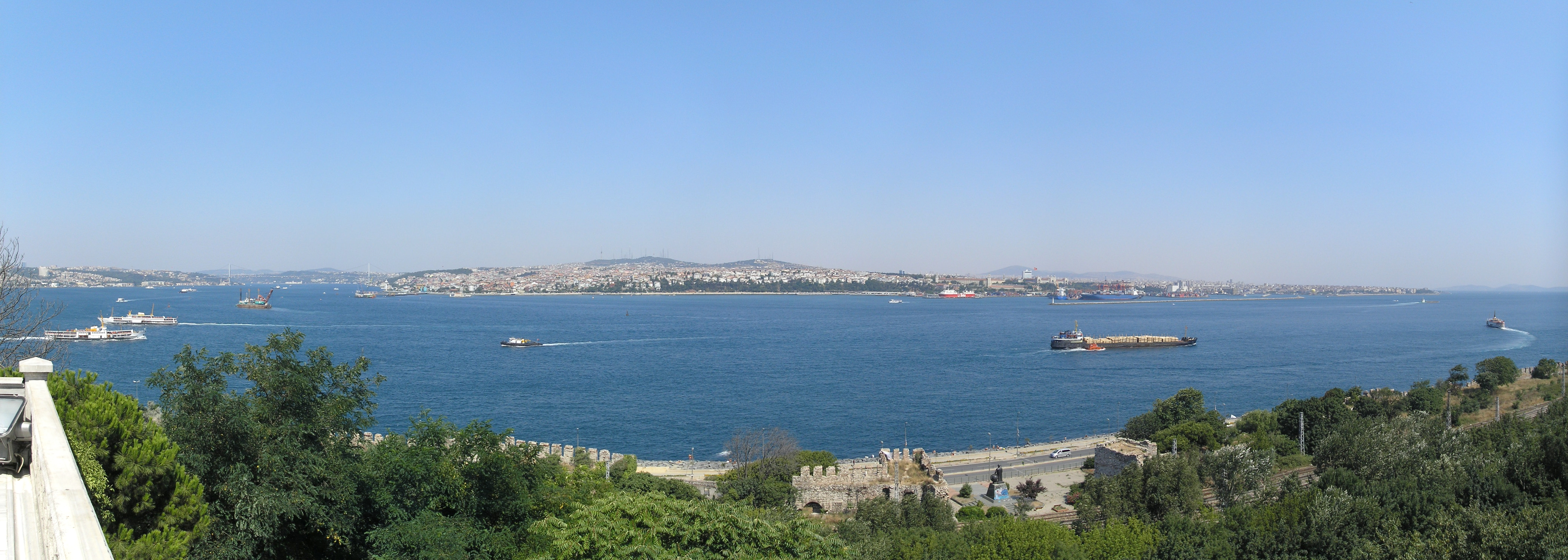
Bosphore.
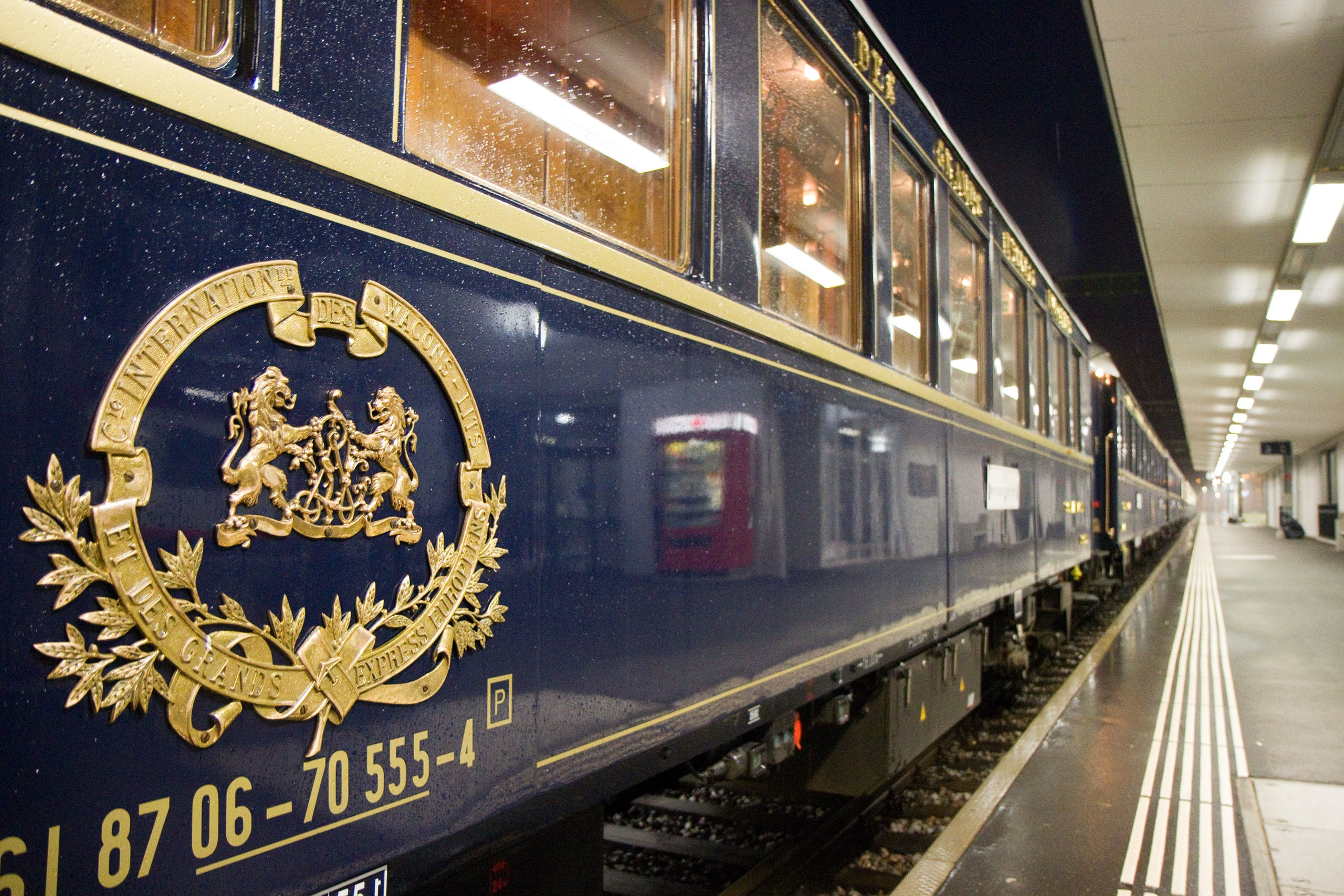
L'Orient-Express.
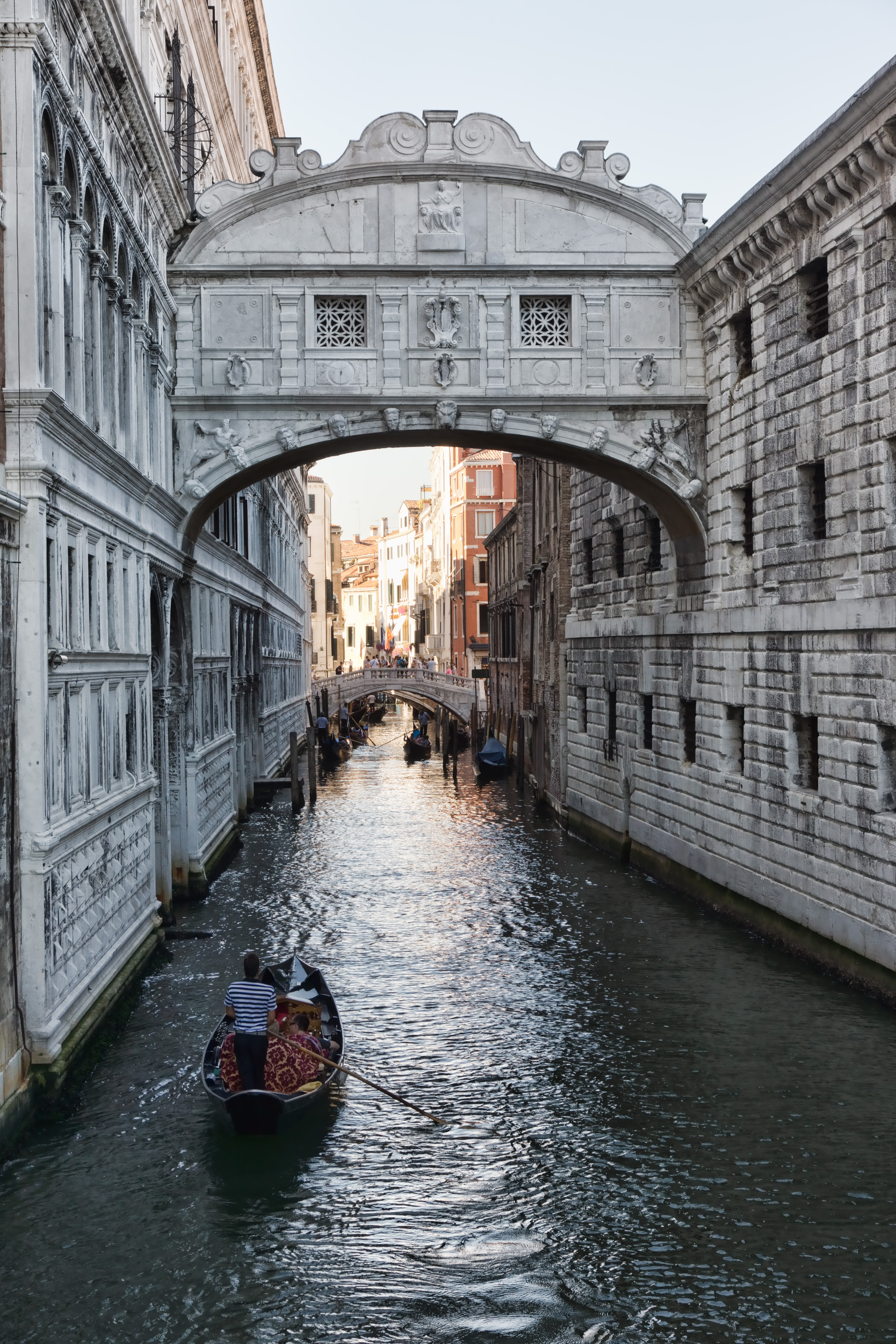
Pont des Soupirs à Venise.

### Décors
Le décor de la salle de la partie de jeu d'échecs est un des décors les plus élaborés de Syd Cain (en), qui a créé un sol marbré en damier[réf. nécessaire].

## Bande originale
Bandes originales James Bond
James Bond 007 contre Dr. No
(1962) Goldfinger
(1964)
Les producteurs n'ont pas voulu collaborer à nouveau avec Monty Norman après James Bond 007 contre Dr. No, bien que son James Bond Theme soit ici utilisé. C'est donc John Barry qui compose la bande originale. Il s'était occupé des arrangements sur James Bond 007 contre Dr. No.
En plus du célèbre James Bond Theme, John Barry introduit ici le morceau 007, qui sera notamment réutilisé dans Opération Tonnerre (1965), On ne vit que deux fois (1967), Les diamants sont éternels (1971) et Moonraker (1979).
La chanson-titre du générique de fin est écrite par Lionel Bart et interprétée par le Britannique Matt Monro. Dans la version française, la chanson est adaptée en français et chantée par Bob Asklöf. Elle n'apparaît pas dans toutes les versions françaises éditées en vidéo.
Listes des titres
1. Opening Titles : James Bond Is Back / From Russia with Love / James Bond Theme (arrangement différent de celui entendu dans le film)
2. Tania Meets Klebb
3. Meeting in St. Sophia
4. The Golden Horn *
5. Girl Trouble
6. Bond Meets Tania
7. 007
8. Gypsy Camp
9. Death of Grant
10. From Russia with Love – Matt Monro
11. Spectre Island
12. Guitar Lament *
13. Man Overboard/SMERSH in Action
14. James Bond with Bongos
15. Stalking
16. Leila Dances *
17. Death of Kerim
18. 007 Takes the Lektor

* = Non présent dans le film

## Autour du film
- Bons Baisers de Russie est le seul film de la série, où l'agent secret affronte une femme en tant qu'antagoniste principale.
- La première rencontre entre Bond et Tatiana est une des scènes les plus reprises de l'histoire du cinéma : elle servit longtemps aux auditions pour les rôles de James Bond et des James Bond girls. Fiona Fullerton (Pola Ivanova) dans Dangereusement vôtre (1985) et Maryam d'Abo (Kara Milovy) dans Tuer n'est pas jouer (1987), font partie des nombreuses actrices de la série à avoir joué cette scène devant la caméra.
- Au cours du tournage, Pedro Armendáriz (Kerim Bey) apprit qu'il souffrait d'un cancer en phase terminale. Ses scènes devinrent prioritaires dans le planning, afin qu'il puisse les tourner avant d'être trop malade. Dix jours après avoir achevé son travail sur Bons Baisers de Russie, Armendáriz se suicida dans sa chambre d’hôpital à Los Angeles.
- Le président américain John F. Kennedy citait Bons Baisers de Russie parmi ses dix livres préférés. Le film fut sans doute le dernier qu'il ait vu : une projection privée eut lieu à la Maison-Blanche en novembre 1963, deux jours avant son assassinat.
- La scène du prologue où Red Grant ôte le masque de « James Bond » dut être refaite, car l'acteur sous le masque ressemblait trop à Sean Connery. La solution consista à lui coller une moustache postiche. De plus, c'est le premier pré-générique de la franchise où l'on croit que Bond est mort. Cela se reproduira dans Opération Tonnerre (1965), On ne vit que deux fois (1967), L'Homme au pistolet d'or (1974) et Skyfall (2012).
- La scène du jeu d'échecs entre Kronsteen et MacAdams se fonde sur une célèbre partie qui fut disputée en 1960 à Leningrad par les deux grand maîtres soviétiques Boris Spassky et David Bronstein.
- Le scénario se révéla difficile à finaliser. Peter Bayliss, par exemple, changea deux fois de rôle avant de devenir Benz, le chef de la sécurité du consulat soviétique.
- L'acteur qui devait interpréter l'agent britannique Nash, tué par Red Grant, ne se présenta pas pour le tournage. Le régisseur de plateau extérieur, Bill Hill, le remplaça au pied levé dans ce rôle certes muet mais crucial.
- Red Grant ne prononce pas une parole audible avant de se faire passer pour l'agent britannique Nash, à bord de l'Orient-Express, soit une heure et vingt-deux minutes (1h22) après le début du film.
- La loi britannique interdisant d'utiliser des rats sauvages pour la scènes des égouts d'Istanbul, le décorateur Syd Cain (en) se procura des rats d'élevage blancs. Recouvert de cacao pour apparaître bruns, ils furent davantage enclins à lécher la poudre plutôt que de jouer la comédie.
- Des foules immenses s'assemblèrent à la gare d'Istanbul pour assister au tournage. Le réalisateur Terence Young demanda au coordinateur des cascades, Peter Perkins, de faire diversion afin de pouvoir poursuivre son travail, ce dont Perkins s'acquitta en se suspendant au balcon d'un immeuble situé face à la gare et en appelant à l'aide à pleins poumons.
- Lors du tournage de la course-poursuite des hors-bord en Écosse, la voiture qui menait Daniela Bianchi de son hôtel au site de tournage eut un accident. Elle ne fut pas gravement blessée, mais son visage enflé l’empêcha de tourner pendant plusieurs semaines.
- Bond et Tatiana s'enfuient en train au départ de la gare stambouliote de Sirkeci, qui apparaît deux fois encore lors de leur trajet vers l'Ouest : elle figure les gares de Belgrade et de Zagreb.
- Dans le roman Bons Baisers de Russie, la trappe par laquelle s'enfuit Krilencu s'ouvre dans la bouche de Marilyn Monroe sur une affiche du film Niagara (1953). Pour le film, les producteurs utilisèrent leur long-métrage Appelez-moi chef (1963) où Krilencu surgit des lèvres d'Anita Ekberg.
- Walter Gotell, l'interprète de Morzeny, jouera par la suite le général Gogol dans 6 autres James Bond, de L'espion qui m'aimait jusqu'à Tuer n'est pas jouer.

## Erreurs
- Au générique introductif, une erreur aussi rare que malencontreuse[réf. nécessaire] fait de Martine Beswick (la gitane Zora) un certain « Martin Beswick ! »
- Lorsque 007 passe sous le consulat d'URSS, il traverse, guidé par Kerim Bey, des citernes souterraines que son guide affirme « bâties par l'empereur Constantin, voilà seize siècles ». En vérité, cette citerne souterraine fut construite non par Constantin qui en 324 apr. J.-C. fonda Constantinople sur l'emplacement de la cité grecque de Byzance, mais par l'empereur Justinien au VIe siècle (donc quatorze siècles avant l'époque moderne).
- Lorsque Kerim Bey descend les marches avec 007 pour se rendre au consulat russe, il s'agit de en fait de la Citerne Basilique, située près de la mosquée Sainte-Sophie. Le lieu de tournage du consulat, quant à lui, est situé sur l'autre rive de la Corne d'Or, près du métro Osmanbey. Il est donc impossible d'effectuer un tel déplacement par un souterrain.
- Vers la fin du film, lors de la fuite avec le camion de fleurs poursuivi par l'hélicoptère, la troisième grenade enflamme le côté droit du camion qui dès lors est noirci. Lorsque Bond reprend la route, le camion est tout propre.

## Distinctions
Source : Internet Movie Database
| British Society of Cinematographers 1963 - meilleure photographie pour Ted Moore BAFTA Awards 1964 - meilleure photographie britannique en couleur pour Ted Moore | Golden Globes 1965 - meilleure chanson pour From Russia with Love (musique de : John Barry / paroles de Lionel Bart et Monty Norman) Laurel Awards 1965 - meilleur film d'action dramatique (2e place) - meilleure actrice dans un second rôle pour Lotte Lenya (3e place) |

## Jeu vidéo
En 2005, le film est adapté en jeu vidéo par Electronic Arts.